# William Speirs Bruce

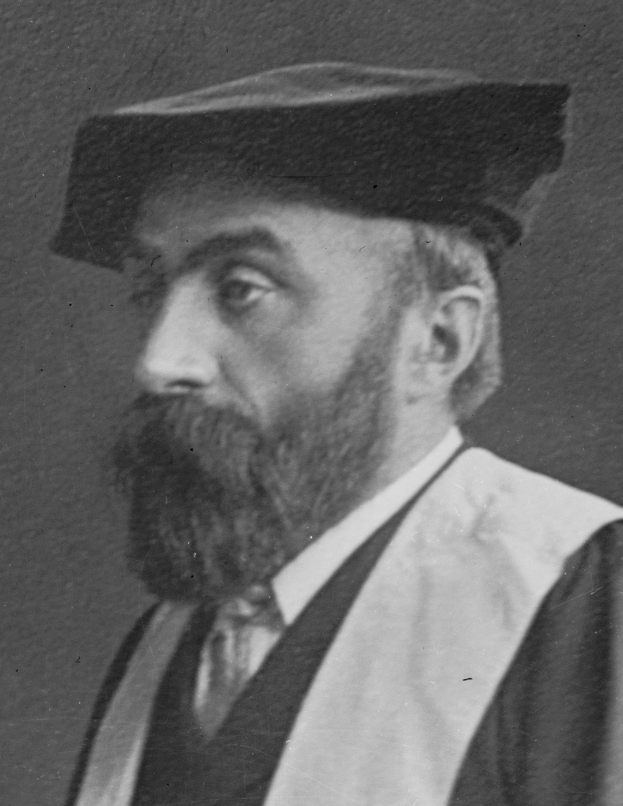
William Speirs Bruce (1903)

William Speirs Bruce (Edinburgh, 1 augustus 1867 - 28 oktober 1921) was een Schots wetenschapper en oceanograaf. 

## Biografie
Speirs Bruce was gefascineerd door het continent Antarctica. In 1892 vertrok hij met een expeditie naar Antarctica om op zoek te gaan naar walvissen voor de walvisjacht. De expeditie faalde echter in haar opzet. De gezochte noordkapers waren te zwaar om te vervoeren met de schepen van de expeditie. In 1896 vertrok Speirs Bruce naar Frans Jozefland om de Jackson-Harmsworth-expeditie te vervoegen.
Tussen 1902 en 1904 leidde hij de Schotse Antarctische expeditie. Deze expeditie deed vooral aan wetenschappelijk onderzoek in Antarctica. Zo vestigde de expeditie het eerste permanente weerstation op Antarctica. De expeditie ontdekte ook Coats Land. 
Speirs Bruce wilde de eerste persoon zijn die de oversteek van Antarctica kon maken. Door gebrek aan financiële middelen diende hij deze expeditie af te blazen. In 1914 steunde hij de Endurance-expeditie, die de oversteek wilde maken, maar in zijn opzet mislukte. 
Na de Eerste Wereldoorlog werd zijn gezondheid zwakker, waardoor hij gebonden was om te werken in zijn laboratorium. In 1920 reisde hij nog een laatste keer naar poolgebied. Hij had een ondersteunende wetenschappelijke rol in een expeditie naar Spitsbergen. Bruce overleed een jaar later in zijn thuisstad Edinburgh op 54-jarige leeftijd.